# اکرم مغربی
اکرم مغربی (عربی: أكرم مغربي؛ زادهٔ ۱۹ اکتبر ۱۹۸۵) بازیکن فوتبال اهل لبنان است.
از باشگاه‌هایی که در آن بازی کرده‌است می‌توان به باشگاه ورزشی النجمه لبنان، و باشگاه ورزشی النجمه لبنان، و باشگاه ورزشی النجمه لبنان اشاره کرد.
وی همچنین در تیم ملی فوتبال لبنان بازی کرده‌است.